# Vasco Cordeiro
Vasco Ilídio Alves Cordeiro (ur. 28 marca 1973 w m. Covoada) – portugalski polityk, prawnik i samorządowiec, działacz Partii Socjalistycznej (PS), przewodniczący rządu regionalnego Azorów w latach 2012–2020, a od 2022 przewodniczący Europejskiego Komitetu Regionów.

## Życiorys
Absolwent prawa na Uniwersytecie w Coimbrze, odbył też studia podyplomowe z zakresu prawa regionalnego. Pracował jako nauczyciel, praktykował także w zawodzie adwokata.
Członek młodzieżówki socjalistycznej Juventude Socialista, którą kierował na Azorach w latach 1997–1999. Został również działaczem Partii Socjalistycznej. Zajmował różne stanowiska w jej strukturach, uzyskując w 2013 wybór na przewodniczącego azorskich struktur tego ugrupowania.
Był członkiem zgromadzenia miejskiego w Ponta Delgada i radnym dzielnicy Covoada. Od 1996 był wybierany na posła do regionalnego parlamentu Azorów. Od 2003 wchodził w skład rządu autonomicznego kierowanego przez Carlosa Césara kolejno jako sekretarz ds. rolnictwa i rybołówstwa (do 2004), ds. prezydencji (do 2008) i ds. gospodarki (do 2012). W listopadzie 2012 objął urząd przewodniczącego rządu regionalnego Azorów. Urząd sprawował przez dwie kadencje. W wyborach z października 2020 ponownie był kandydatem socjalistów na przewodniczącego rządu, jednak większość w regionalnym parlamencie uzyskały ugrupowania centroprawicowe. W konsekwencji zakończył urzędowanie w listopadzie tegoż roku. Pozostał posłem do parlamentu Azorów, utrzymując mandat także w 2024.
W 2013 został członkiem Europejskiego Komitetu Regionów, w lutym 2020 został wiceprzewodniczącym tego gremium. W czerwcu 2022 został przez aklamację wybrany na przewodniczącego tej instytucji, zastępując na tej funkcji Apostolasa Dzidzikostasa.